# Jordan Veretout
Jordan Marcel Gilbert Veretout (Ancenis, 1993. március 1. –) francia válogatott labdarúgó, az el-Arabi játékosa.

## Pályafutása

### Klubcsapatokban
A Belligne és a Nantes korosztályos csapataiban nevelkedett. 2011. május 13-án debütált a Nantes felnőtt csapatában a Sedan elleni bajnoki találkozón. Öt szezont töltött a felnőttek között és ez idő alatt 146 tétmérkőzésen lépett pályára.
2015. július 31-én öt évre aláírt az angol Aston Villa csapatához. Augusztus 8-án mutatkozott be a bajnokságban a Bournemouth ellen. 2016. augusztus 23-án kölcsönbe került a Saint-Étiennehez. 2017. július 25-én az olasz Fiorentina 4+1 évre szerződtette. 2019. július 20-án vételi opcióval kölcsönvette a Roma. A következő szezon előtt a klub élt opciós jogával és négy évre szerződtette. 2021. február 28-án megszerezte 10. olasz élvonalbeli gólját, ezzel ő lett az első francia középpályás Michel Platini óta, aki elérte ezt a számot.
2022. augusztus 25-én 3+1 évre aláírt az Olympique Marseille csapatához. 2024. szeptember 4-én a Lyon csapatához igazolt, ahova 2026. június 30-ig írt alá. 2025. július 25-én a katari el-Arabi játékosa lett.

### A válogatottban
Tagja volt a bronzérmes U19-es válogatottnak, amely 2012-es U19-es labdarúgó-Európa-bajnokságon részt vett.  2013-ban tagja volt az U20-as világbajnokságot nyerő keretnek. 2021. augusztus 26-án meghívót kapott a felnőtt válogatottba. Szeptember 1-jén debütált Bosznia-Hercegovina ellen. 2022 novemberében a 2022-es labdarúgó-világbajnokságra utazó keret tagja lett.

## Statisztika

### A válogatottban
2022. november 30-i állapot szerint.
| Franciaország | Franciaország | Franciaország |
| Év            | Mérk.         | Gólok         |
| ------------- | ------------- | ------------- |
| 2021          | 5             | 0             |
| 2022          | 1             | 0             |
| ÖSSZESEN      | 6             | 0             |

## Sikerei, díjai

### Klub
- Nantes
  - Ligue 2: 2012–13

- AS Roma
  - UEFA Konferencia Liga: 2021–22[22]

### Válogatott
- Franciaország U20
  - U20-as labdarúgó-világbajnokság: 2013

- Franciaország
  - UEFA Nemzetek Ligája: 2020–21[23]